# レオナルド・ローシャ
レオナルド・ミラマー・ローシャ（Leonardo Miramar Rocha, 1997年5月23日 - ）は、ポルトガル出身のサッカー選手。 エクストラクラサ・ラクフ・チェンストホヴァ所属。ポジションはFW。

## 経歴

### 幼少期
ブラジル人の父親のもとアルマダで生まれ、ユース時代に9つのチームに所属した。
2016年7月にASモナコへ加入しプロ契約を締結。
2017年1月、契約満了によりモナコを退団。
同年2月1日、セリエBのLRヴィチェンツァへ加入
したが試合出場は無かった。

### スペイン時代
同年7月、CDレガネスへ加入。
レガネスではBチームで10試合に出場するもトップチームでの出場機会は得られず、2018年1月、オンティニエンテCFへ移籍。
オンティニエンテでは9試合に出場し、全てが途中出場ながら3ゴールを記録。なお、プロ初ゴールとなったエルチェCF戦とエルクレスCF戦で記録した2ゴールは、いずれも出場10分以内に決めたものだった。

### ベルギー時代
2018年7月、ベルギー・ファースト・ディビジョンBのロンメルSKへ加入。
同年8月18日、第3節KVメヘレン戦で移籍後初ゴールを挙げ、10月7日、KSVルーセラーレ戦にてハットトリックを達成するなど好調を維持、シーズン通算16ゴールを記録しリーグ得点王に輝いた。
2019年7月、移籍金50万ユーロでKASオイペンに3年契約で移籍。
2020年10月、RWDモレンベークへ期限付き移籍。13試合で7得点を挙げ、チーム内得点王となった。
2022年6月、リールセSKへ2年契約で移籍。

### ポーランド時代
2023年1月、エクストラクラサのラドミアク・ラドムに3年契約で移籍。
移籍金15万ユーロはクラブ史上最高額となった。
2025年1月、移籍金75万ユーロでラクフ・チェンストホヴァへ移籍。

## 個人成績
| 国内大会個人成績 | 国内大会個人成績 | 国内大会個人成績 | 国内大会個人成績 | 国内大会個人成績 | 国内大会個人成績 | 国内大会個人成績 | 国内大会個人成績 | 国内大会個人成績 | 国内大会個人成績 | 国内大会個人成績 | 国内大会個人成績 |
| 年度             | クラブ           | 背番号           | リーグ           | リーグ戦         | リーグ戦         | リーグ杯         | リーグ杯         | オープン杯       | オープン杯       | 期間通算         | 期間通算         |
| 年度             | クラブ           | 背番号           | リーグ           | 出場             | 得点             | 出場             | 得点             | 出場             | 得点             | 出場             | 得点             |
| フランス         | フランス         | フランス         | フランス         | リーグ戦         | リーグ戦         | F・リーグ杯      | F・リーグ杯      | フランス杯       | フランス杯       | 期間通算         | 期間通算         |
| ---------------- | ---------------- | ---------------- | ---------------- | ---------------- | ---------------- | ---------------- | ---------------- | ---------------- | ---------------- | ---------------- | ---------------- |
| 16-17            | モナコ           | ⠀                | リーグ・アン     | 0                | 0                | 0                | 0                | 0                | 0                | 0                | 0                |
| イタリア         | イタリア         | イタリア         | イタリア         | リーグ戦         | リーグ戦         | イタリア杯       | イタリア杯       | オープン杯       | オープン杯       | 期間通算         | 期間通算         |
| 16-17            | ヴィチェンツァ   | ⠀                | セリエB          | 0                | 0                | 0                | 0                | -                | -                | 0                | 0                |
| スペイン         | スペイン         | スペイン         | スペイン         | リーグ戦         | リーグ戦         | 国王杯           | 国王杯           | オープン杯       | オープン杯       | 期間通算         | 期間通算         |
| 17-18            | レガネス         | 27               | ラ・リーガ       | 0                | 0                | 0                | 0                | -                | -                | 0                | 0                |
| 17-18            | オンティニエンテ | 12               | セグンダB        | 9                | 3                | 4                | 0                | -                | -                | 13               | 3                |
| ベルギー         | ベルギー         | ベルギー         | ベルギー         | リーグ戦         | リーグ戦         | リーグ杯         | リーグ杯         | ベルギー杯       | ベルギー杯       | 期間通算         | 期間通算         |
| 18-19            | ロンメル         | 9                | チャレンジャー   | 26               | 16               | -                | -                | 1                | 2                | 27               | 18               |
| 19-20            | オイペン         | 97               | ジュピラー       | 6                | 0                | -                | -                | 1                | 0                | 7                | 0                |
| 20-21            | モレンベーク     | 17               | チャレンジャー   | 13               | 7                | -                | -                | 2                | 3                | 15               | 10               |
| 21-22            | オイペン         | 19               | ジュピラー       | 13               | 0                | -                | -                | 2                | 0                | 15               | 0                |
| 22-23            | リールセ         | 9                | チャレンジャー   | 17               | 12               | -                | -                | 2                | 0                | 19               | 12               |
| ポーランド       | ポーランド       | ポーランド       | ポーランド       | リーグ戦         | リーグ戦         | リーグ杯         | リーグ杯         | オープン杯       | オープン杯       | 期間通算         | 期間通算         |
| 22-23            | ラドミアク       | 17               | エクストラクラサ | 13               | 6                | -                | -                | -                | -                | 13               | 6                |
| 23-24            | ラドミアク       | 17               | エクストラクラサ | 26               | 4                | -                | -                | 1                | 0                | 27               | 4                |
| 24-25            | ラドミアク       | 17               | エクストラクラサ | 17               | 11               | -                | -                | 2                | 0                | 19               | 11               |
| 24-25            | ラクフ           | 17               | エクストラクラサ | ⠀                | ⠀                | -                | -                | ⠀                | ⠀                | ⠀                | ⠀                |
| 総通算           | 総通算           | 総通算           | 総通算           | ⠀                | ⠀                | ⠀                | ⠀                | ⠀                | ⠀                | ⠀                |                  |

## タイトル

### 個人
- ベルギー・ファースト・ディビジョンB 得点王 : 2018-2019
- エクストラクラサ 月間MVP : 2024年7月[8]